# Szluin
Szluin (horvátul: Slunj) város és község (járás) Horvátországban, Károlyváros megyében.

## A község (járás) települései
A községhez a következő 66 település tartozik: Arapovac, Bandino Selo, Blagaj, Bukovac Perjasički, Crno Vrelo, Cvijanović Brdo, Cvitović, Čamerovac, Donja Glina, Donja Visočka, Donje Primišlje, Donje Taborište, Donji Cerovac, Donji Furjan, Donji Kremen, Donji Lađevac, Donji Nikšić, Donji Poloj, Donji Popovac, Dubrave, Glinsko Vrelo, Gornja Glina, Gornja Visočka, Gornje Primišlje, Gornji Taborište, Gornji Cerovac, Gornji Furjan, Gornji Kremen, Gornji Lađevac, Gornji Nikšić, Gornji Popovac, Grobnik, Jame, Klanac Perjasički, Kosa, Kosijer Selo, Kutanja, Kuzma Perjasička, Lađevačko Selište, Lapovac, Lumbardenik, Mali Vuković, Marindolsko Brdo, Miljevac, Mjesto Primišlje, Novo Selo, Pavlovac, Podmelnica, Polje, Rabinja, Salopek Luke, Sastavak, Szluin, Slunjčica, Snos, Sparednjak, Stojmerić, Šlivnjak, Točak, Tržić Primišljanski, Veljun, Veljunska Glina, Veljunski Ponorac, Videkić Selo, Zapoljak és Zečev Varoš.

## Fekvése

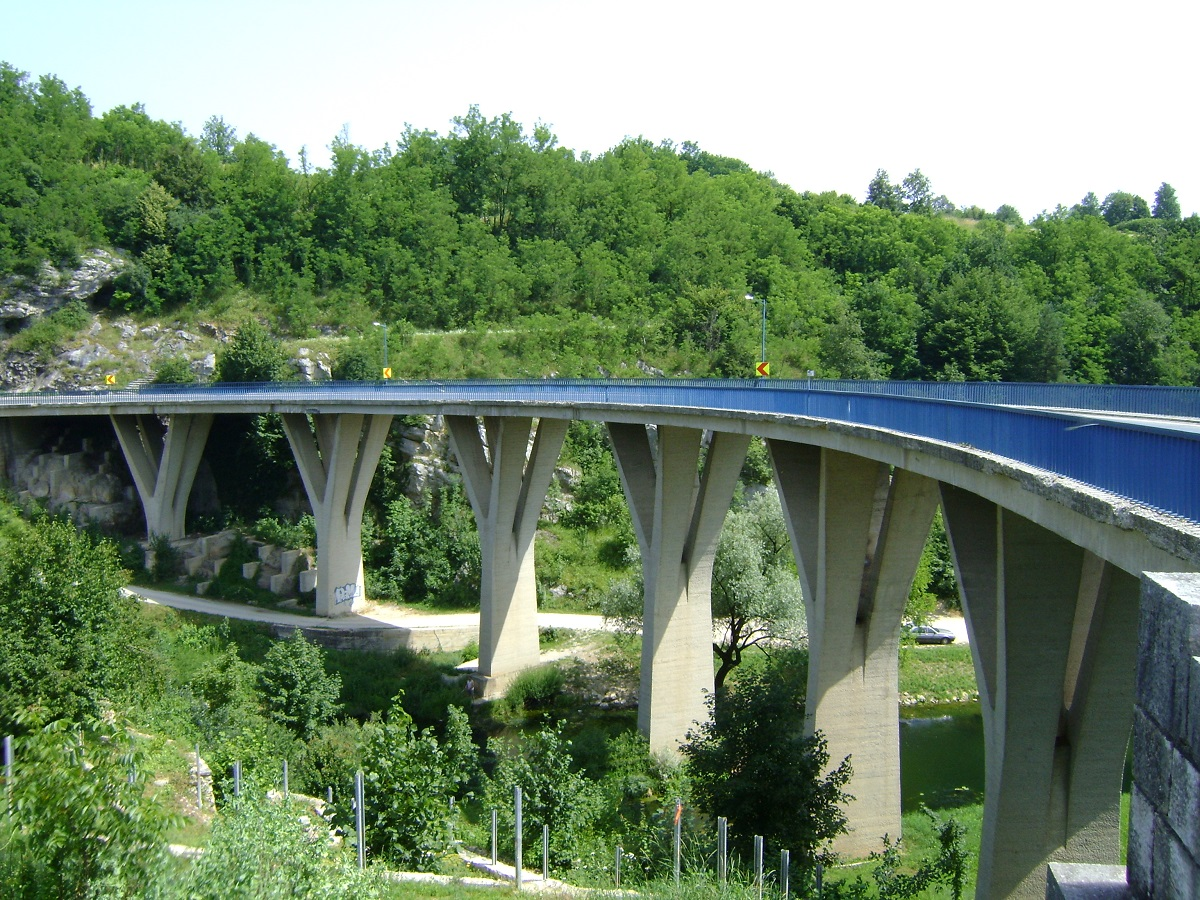
Híd a Korana folyón Szluinnál

Szluin Károlyvárostól 50 km-re délkeletre a Slunjčica és a Korana folyók találkozásánál a Plitvicei-tavakhoz vezető út mentén fekszik.

## Története
A régészeti emlékek tanúsága szerint Szluin város területén már a történelem előtti időkben éltek emberek. Erről tanúskodnak a közelben található egykori erődített települések maradványai, melyek közül a legismertebbek Suvi Slunj és Grkov Vrh. Római telepek nyomai találhatók a Kneževo dombon és Točak falu területén, de kerültek elő latin feliratos kövek a Gornje Primišlje területén található Kurjevac domb lábánál is.
Szluin írott története 1323-ban kezdődött, amikor Károly Róbert király az ősi Drezsnik megye (Drežnička županija) teljes területét a Frangepán családnak adományozta, ahol a család két uradalmi központot alapított. Az egyik a Korana melletti Tržac, a másik a Slunjčica melletti Szluin lett. Szluin várának első írásos említése 1390-ben történt, amikor a család vegliai ágának feje, Frangepán János szluini birtokát Zrínyi Pálnak zálogosította el. 1409-ben már maga a város is felbukkan a forrásokban, mint a Slunjčica túloldalán épített település és vásáros hely. A város magját a középkori Szent Benedek templom és a ferences kolostor képezte, amely körül fokozatosan épült ki a település. A Zrínyiekkel zálogbirtok körüli hosszas pereskedés után végül a birtok a Frangepánoké maradt és az 1449-es birtokfelosztás alapján a család szluini ágáé lett.
A török támadások a 15. század elején kezdődtek ezen a területen. A Bosnyák Királyság bukásával a 15. század végén, valamint a vesztes korbáviai és mohácsi csaták eredményeként drasztikus változás következett be a térség katonai helyzetében. A törökök elfoglalták Likát és Korbáviát, Likából 1527-ben török szandzsákot alakítottak ki. Szluin vára egy csapásra a török elleni védelem első vonalába került és stratégiai szerepe ugrásszerűen megnőtt. 1561-ben a török már sikertelenül ostromolta és később is több ostromot szenvedett, utoljára 1716-ban. 1579-ben felépült a károlyvárosi erőd, ettől kezdve Szluin vára Károlyváros elővárává, a határőrvidék egyik kapitányságának székhelyévé vált. A katonai közigazgatás bevezetésével a megmaradt lakosság elveszítette korábbi szabadságjogait is, megszűnt minden gazdasági tevékenység és betiltottak minden lakáscélú építkezést, de a megmaradt házakat is katonai védelemmel látták el. A Slunjčica túloldalán a vár védelmében ferences kolostor is épült, melyet 1582-ben a török, miután a várat bevenni nem tudta a várossal együtt elpusztított. A város újjáépítését a neves itáliai származású hadmérnök, Martin Gambon károlyvárosi főépítész irányította. Mai arculatát a 17. század végétől végzett építkezések során kapta. Szluin ettől az időtől vált a terület központjává és ezt a szerepét a mai napig is megtartotta. A váron is számos átépítést és korszerűsítést hajtottak végre, de elhelyezkedése nem tette lehetővé, hogy jelentősen modernizálják. Ebben az időszakban a török által meghódított és elpusztított területekről nagy számú, főként pravoszláv szerb lakosság vándorolt be, mely lényegesen megváltoztatta e vidék vallási és etnikai összetételét.

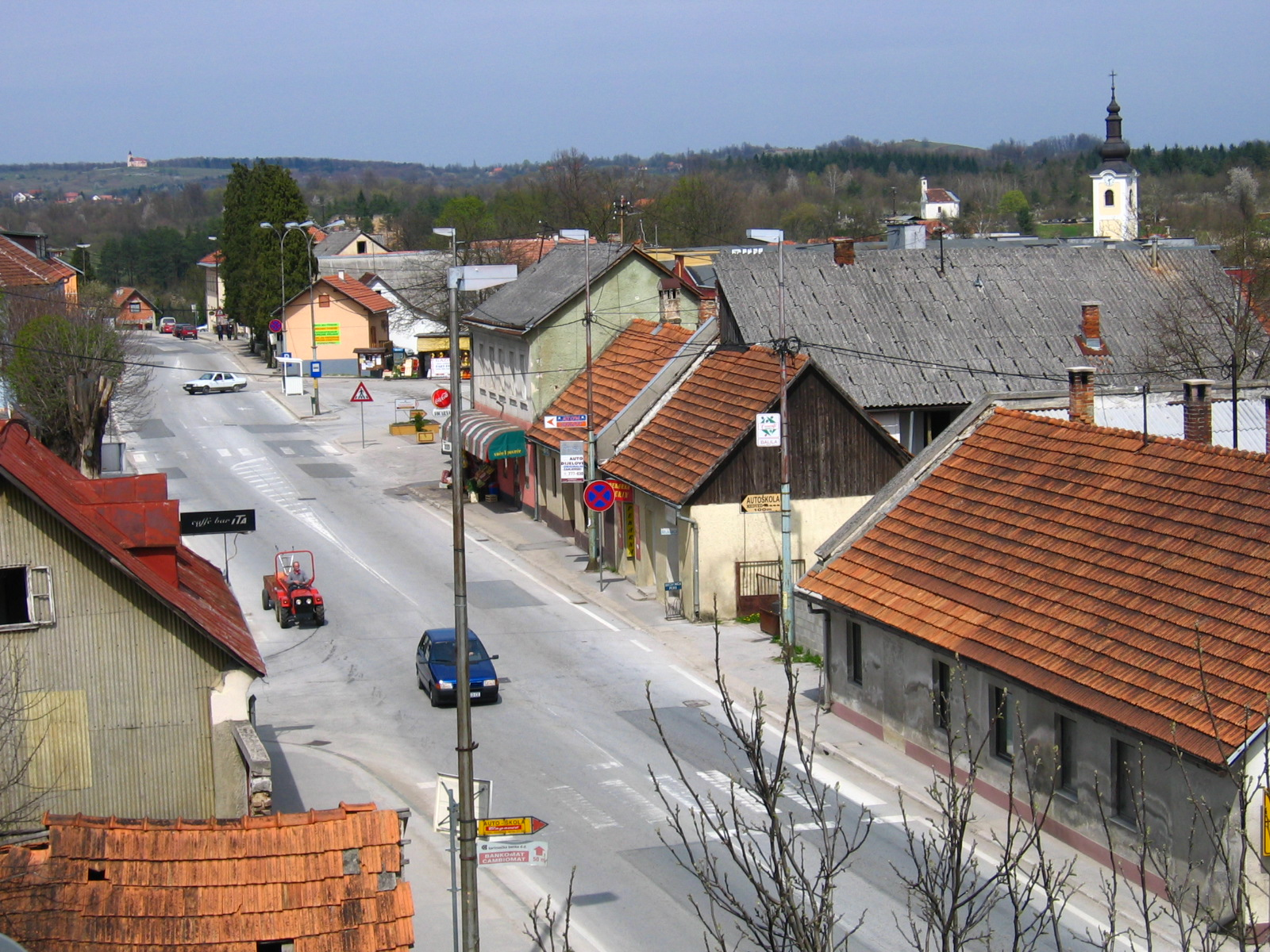
A városközpont

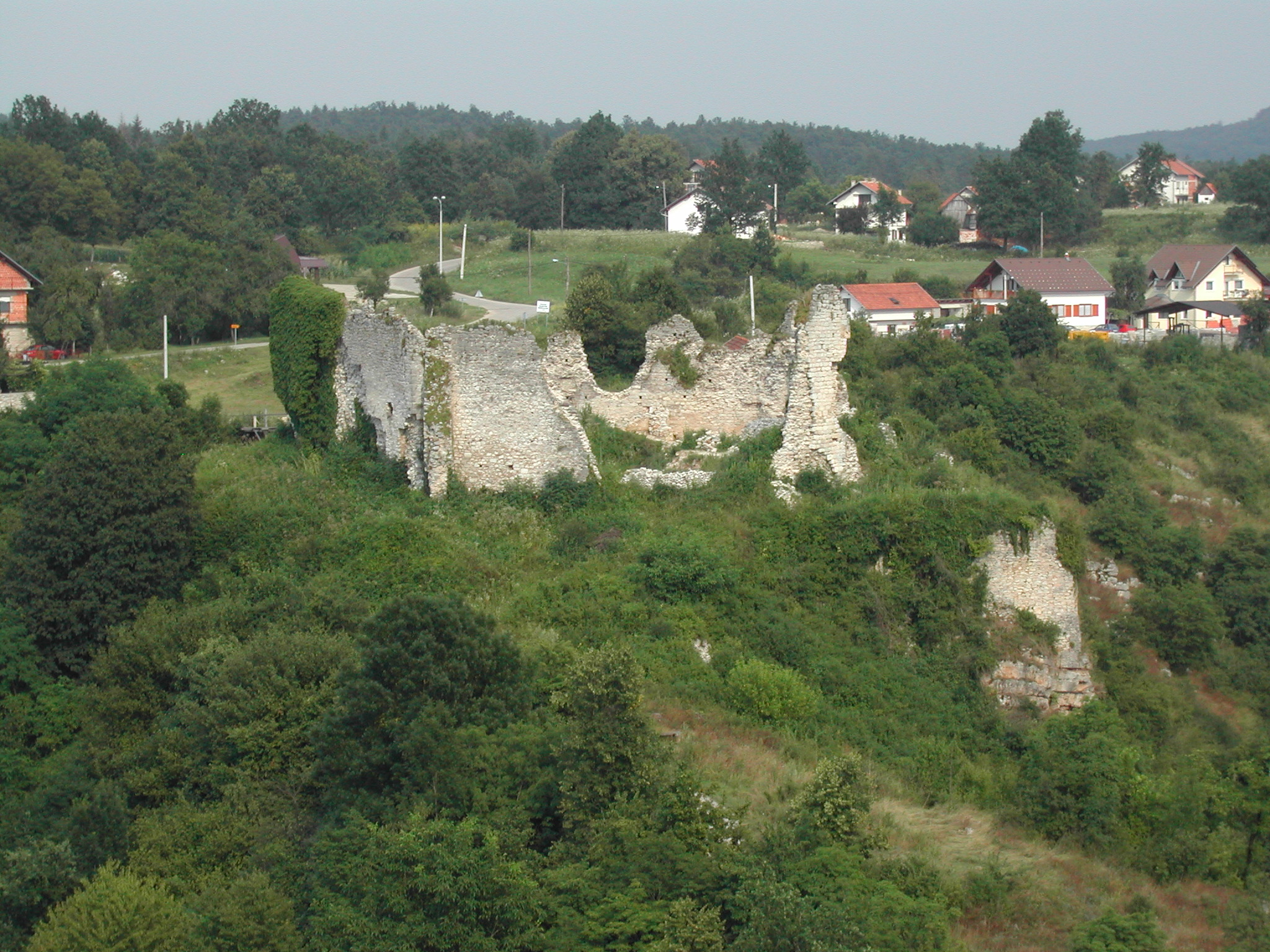
Szluin várának romjai

A katonai határőrvidék átszervezésével 1746-ban Szluin a város nevét viselő szluini határőrezred parancsnokságának székhelye, a katonai határőrvidék egyik legjelentősebb katonai igazgatási központja lett. A város és a vár 1809 és 1815 között francia megszállás alatt állt. A franciák által hozott nyugati kultúra jótékonyan hatott a város fejtődésére. Fellendült a gazdasági élet, ebben az időben épült a város számos útja és hídja, katonai raktárak, és egyéb létesítmények épültek. Ekkor épült a Koranán átvezető közúti híd, a várban a nagy katonai raktár, a Lađevacon és Furjanon keresztül egészen a török határig vezető új út is. Miután 1810-ben Marmont marsall a törököket keletre szorította vissza a korábbi horvát lakosság nagy része is visszatért és velük együtt mintegy nyolcszáz fős pravoszláv népesség is letelepedett a város környékén. A vár feljegyzések szerinti utolsó kijavítása 1821-ben történt, de néhány évvel ezután egy pusztító tűzvész során az egész vár leégett, melyet ezután pusztán, romosodásnak hagytak. A város fejlődésnek üteme az osztrák uralom alatt sem tört meg. Polgári iskola és intézmények épültek. 1825-ben megépült a Korana szurdokán és a sveticei dombokon át délre vezető út. 1828-ban Szluin városában 58 házban 260 lakos élt, közülük 249 római katolikus és 11 görög keleti vallású, a közigazgatási területéhez tartozó 343 faluban és 10 telepen összesen 55715 lakos élt. 1873-ban megszűnt a katonai közigazgatás és a polgári lakosság végre saját kezébe vehette át a város irányítását. Szluin járási székhely lett és megindult a település városiasodása, bár a lakosság száma lényegében nem változott. 1910-ben a városnak 2172 lakosából 1521 horvát, és 627 szerb volt. A trianoni békeszerződésig Modrus-Fiume vármegye Szluini járásának székhelye volt
A 20. századra a város az ország déli részébe itt átvezető főút miatt elsősorban tranzit jellegű településsé vált. A város főútja az ország egyik legfontosabb országútja lett. Ez szükségessé tette a Koranán átívelő nagy forgalmú híd helyett új híd építését, mely 1955-ben történt meg. Ezt a tranzit jellegét a város a mai napig megtartotta. A térség gazdasági pangása miatt a lakosság száma a két világháború után sem növekedett. A honvédő háború időszaka sem kedvezett e vidék fejlődésének. 1991-ben a horvátországi szerbek kikiáltották a Krajinai Szerb Köztársaságot. 1991 novemberében a szerb szabadcsapatok Szluin területéről az összes nem szerb lakosságot elűzték. A város csak 1995. augusztus 6-án a Vihar hadművelet során szabadult fel. Bár a házakat és az infrastruktúrát újjáépítették, a háborús sebeket a lakosság a mai napig nem tudta kiheverni. Közben 1993-ban átszervezték a horvát közigazgatást és Szluin korábbi területéből három új községet, Szluint, Cetingradot és Rakovicát alakították ki. Ma a város fontos közlekedési csomópont. Itt vezet át a Zágrábot Splittel összekötő 1-es főút, valamint innen ágazik el a boszniai Velika Kladušába vezető főút is. 2011-ben a városnak 1653, a községnek összesen 5019 lakosa volt.

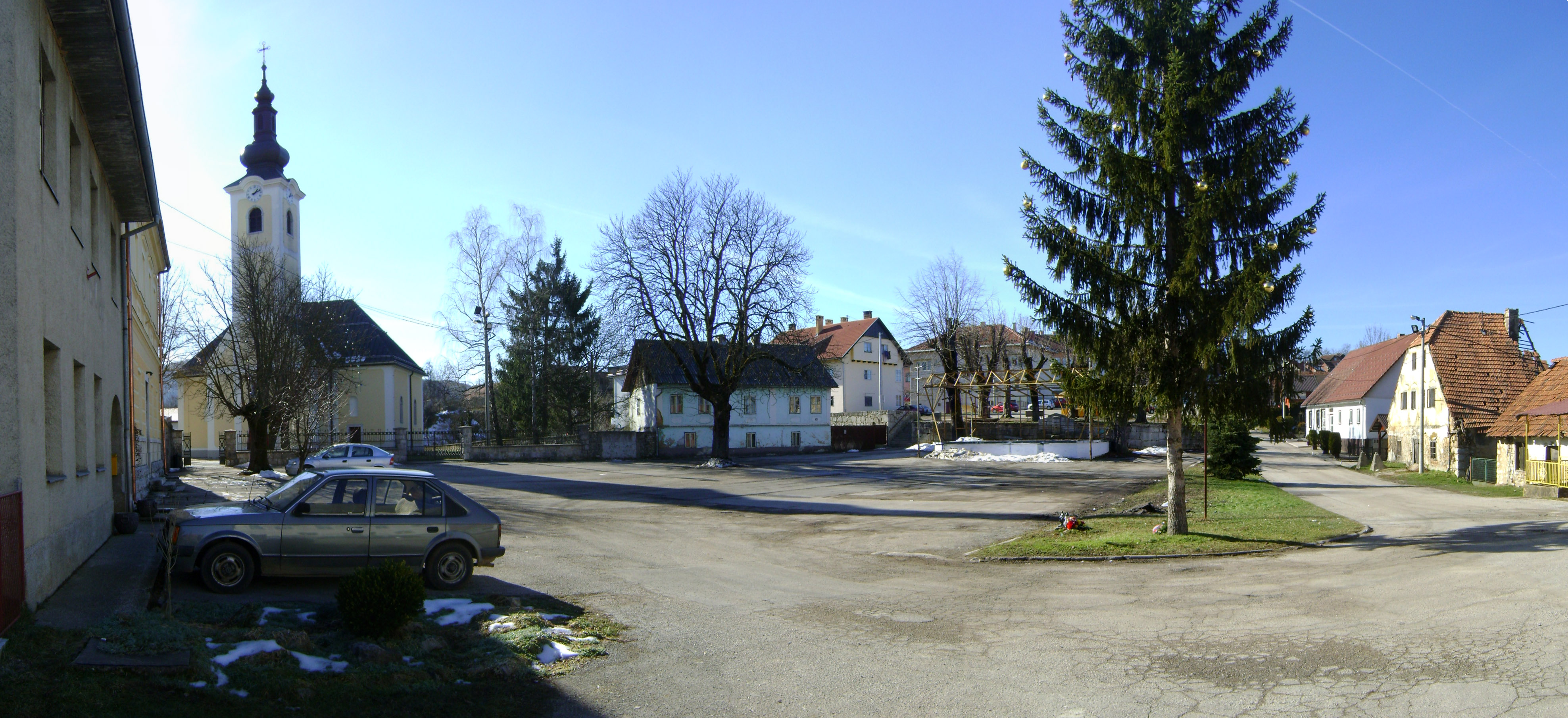
Szluin központja a Zrínyi és Frangepán tér

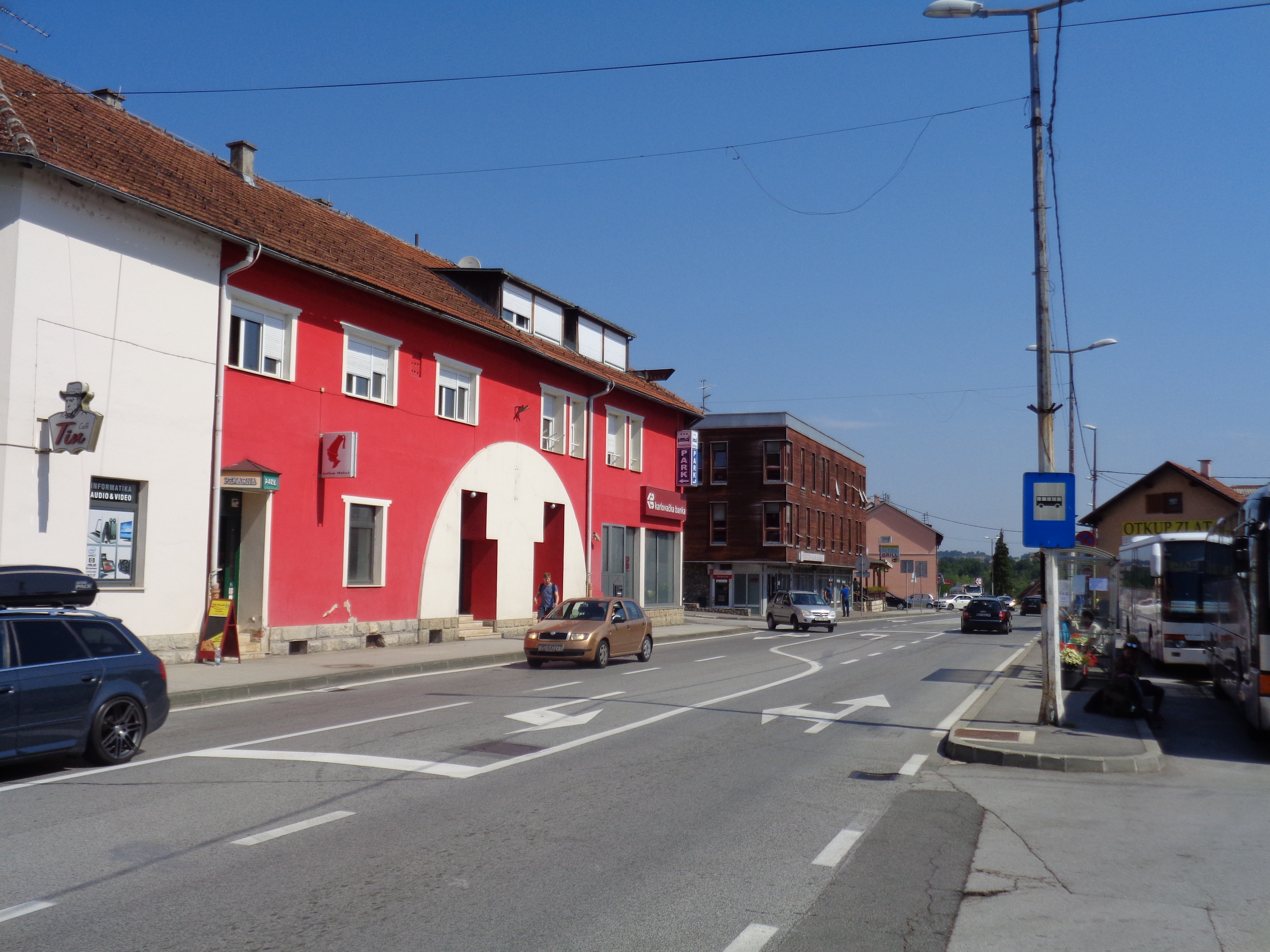
A városközpont

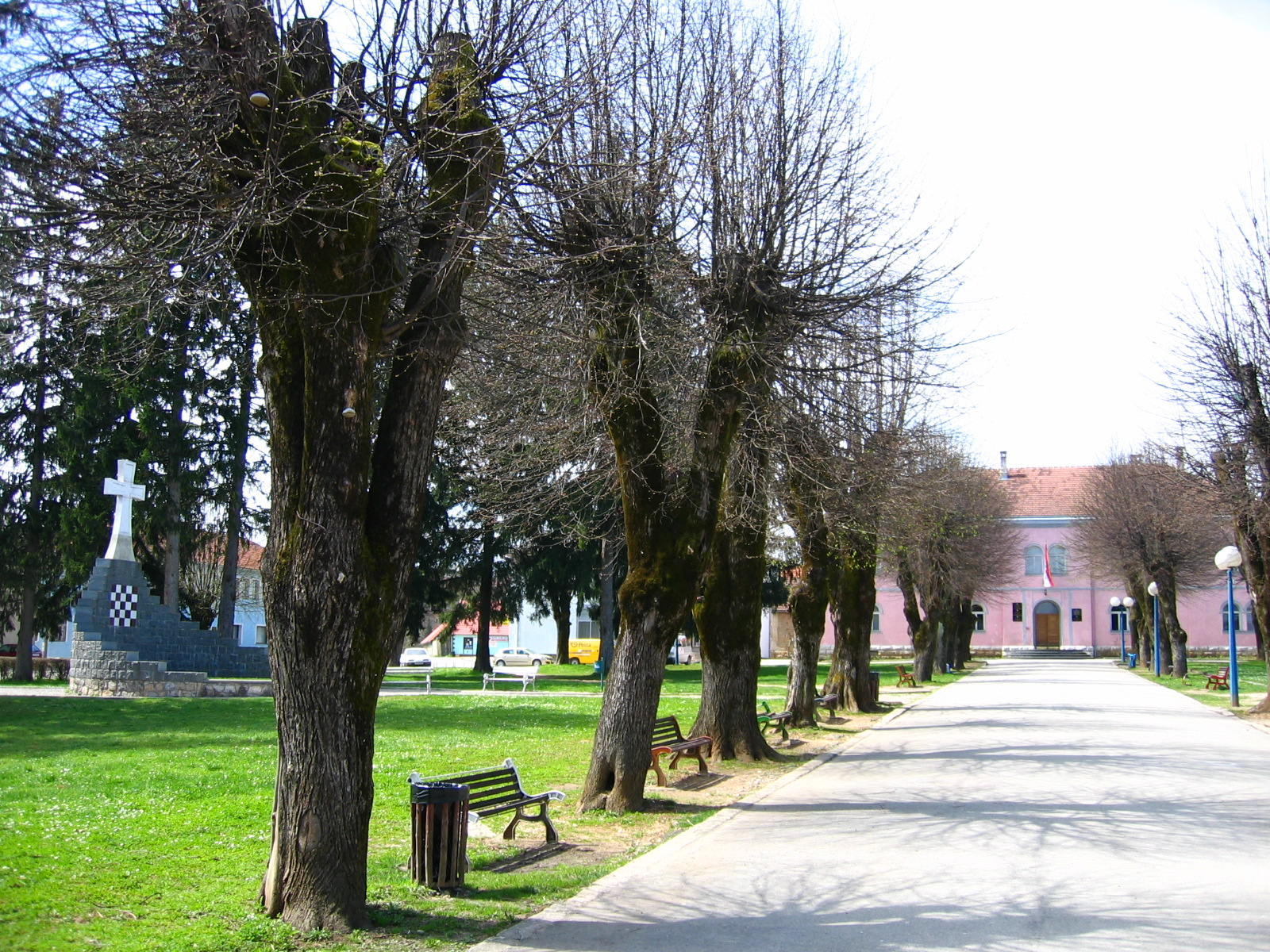
A városi park a városházával és a hősi emlékművel

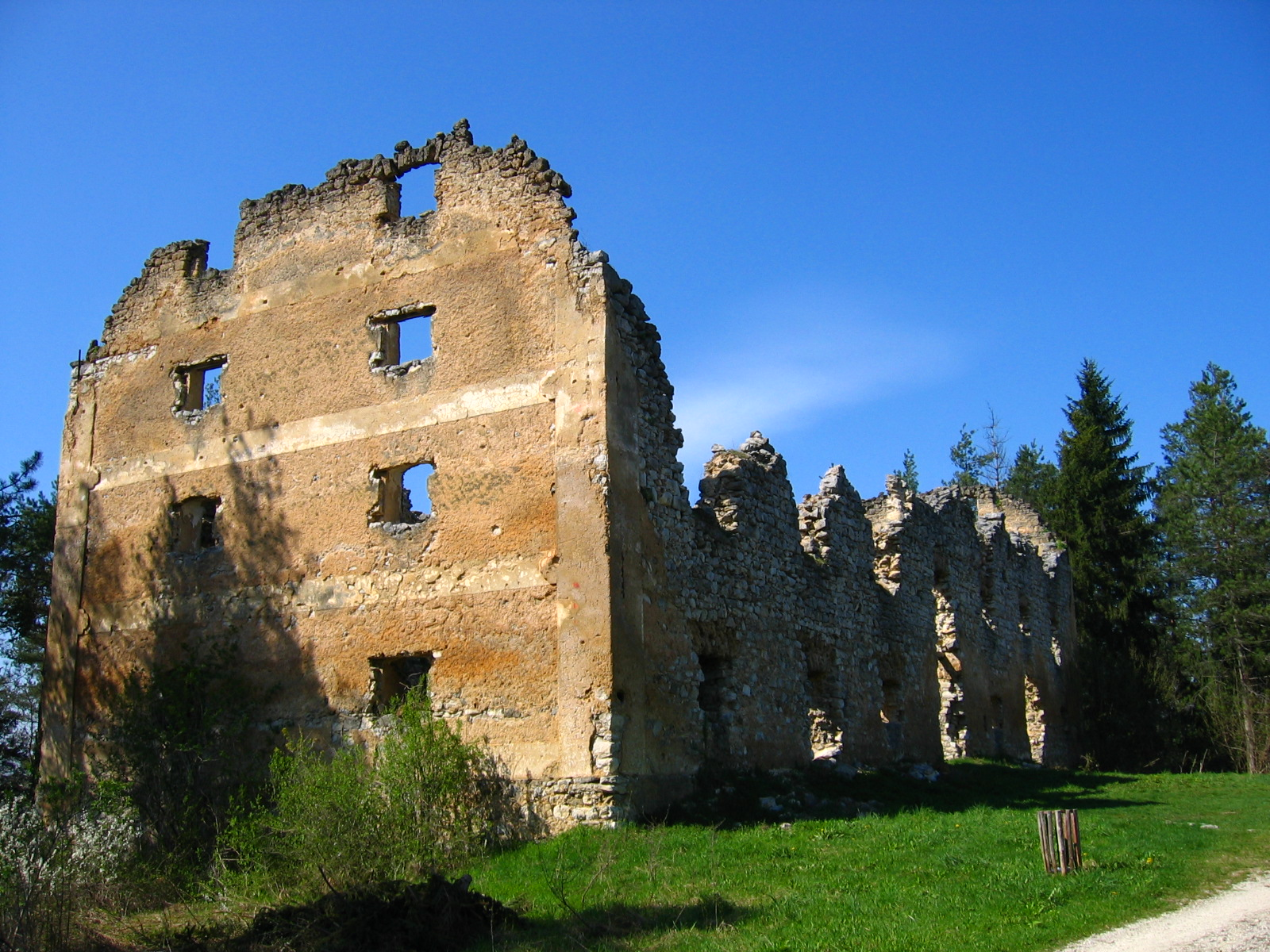
A fegyverraktár romjai

## Lakosság
| Lakosság változása | Lakosság változása | Lakosság változása | Lakosság változása | Lakosság változása | Lakosság változása | Lakosság változása | Lakosság változása | Lakosság változása | Lakosság változása | Lakosság változása | Lakosság változása | Lakosság változása | Lakosság változása | Lakosság változása | Lakosság változása |
| ------------------ | ------------------ | ------------------ | ------------------ | ------------------ | ------------------ | ------------------ | ------------------ | ------------------ | ------------------ | ------------------ | ------------------ | ------------------ | ------------------ | ------------------ | ------------------ |
| 1857               | 1869               | 1880               | 1890               | 1900               | 1910               | 1921               | 1931               | 1948               | 1953               | 1961               | 1971               | 1981               | 1991               | 2001               | 2011               |
| 225                | 494                | 555                | 654                | 781                | 833                | 671                | 1078               | 683                | 1051               | 1249               | 1705               | 1968               | 2026               | 1776               | 1653               |

## Nevezetességei

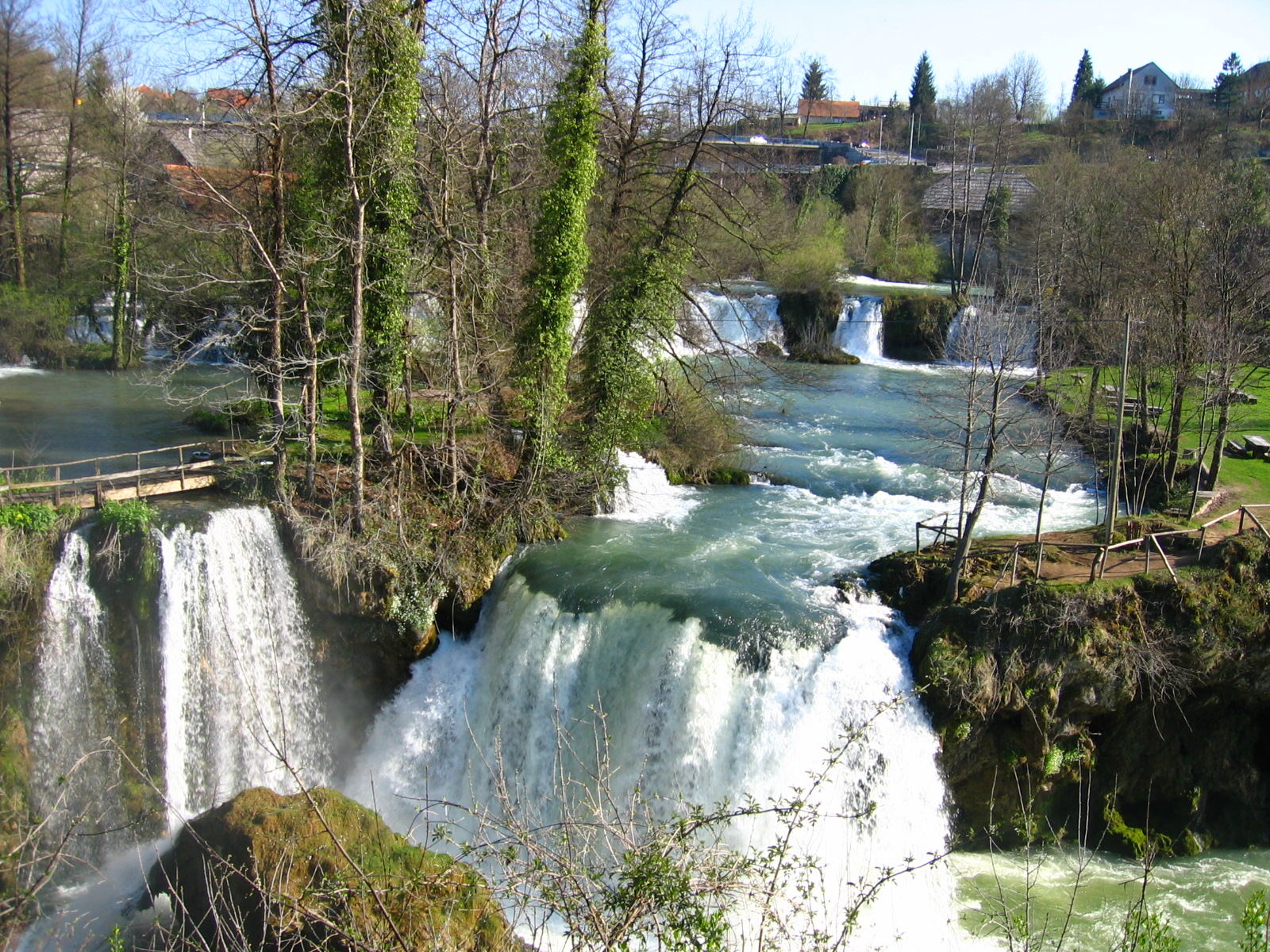
A Slunjčica vízesései

- A város mellett a Slunjčica kanyarulatában láthatók a régi vár romjai.[4] A várat 1390-ben említik először. A Frangepánok birtoka volt, majd a katonai határőrvidék egyik legfontosabb vára, határőr ezredparancsnokság székhelye volt. 1822-ben egy tűzvész következtében pusztult el és már nem építették újjá. Falai helyenként ma is emeletnyi magasságban állnak, bár a romok meglehetősen elhanyagoltak. Látogatásuk aknaveszély miatt nem javasolt.
- A franciák által a 19. század elején épített katonai raktár több emelet magasságú romjai a vár területén.
- A Szentháromság tiszteletére szentelt római katolikus temploma[5] a középkori ferences templom helyén épült 1727 és 1735 között a katonai parancsnokság segítségével. Eredetileg egyhajós épület volt sokszög záródású szentéllyel. 1751-ben készült négy mellékoltára, melyet a Szent Kereszt, a Szentséges Szűzanya, Nepomuki Szent János és Ferrarai Szent Vince tiszteletére szenteltek. 1780-ban két mellékhajóval bővítették, harangtornyát barokk stílusban építették át. Ekkor nyerte el latin kereszt alakú mai formáját. A két világháború között barokk toronysisakját gúla alakúra cserélték. 1991. november 27-én a szerbek felgyújtották. A tető beszakadt, a toronysisak leégett, minden berendezése, amit nem sikerült időben elmenekíteni, megsemmisült. Az újjáépítés 1995-ben indult meg, mely során megtalálták a középkori ferences templom maradványait. A főhajó alatti sírboltban öt csontvázas sírt, a Frangepánok szluini ágának sírjait tárták fel, mellettük 1509-ben vert pénzérméket találtak. Az újjáépítés 2000-ben fejeződött be.
- A templom mellett álló plébánia épületét 1760-ban építtette Mihovil Radočaj akkori plébános, mivel a fából épített régi épület roskatag állapotban volt. Az épület ma is a város főterének látványát gazdagítja.
- A város központjában, egy parkban található a 19. század végén kőből épített Szent Mihály-templom. Azon kevés templomok egyike, amely a Kordun területén historizáló stílusban épült. A templom egyhajós, négyszögletes alaprajzú, valamivel keskenyebb, félköríves szentéllyel és harangtoronnyal, amely sekély rizalitban emelkedik a főhomlokzat fölé.[6]
- A szerb templom 1896-ban épült, a II. világháborúban bombatalálat érte, maradványait a háború végén a kommunisták megsemmisítették.
- A Szent Mária Magdolna-kápolna[7] Szluin várától északkeletre, a városi temetőn belüli magaslaton található. A főhomlokzat északnyugati tájolású. A 19. század második felében épült egy 16. és 17. századi őrtorony és templom helyén. A kápolna egyhajós épület, téglalap alaprajzú hajóval, keskenyebb sokszögű szentéllyel és a főhomlokzat fölötti oromzaton álló harangtoronnyal. A főhomlokzatot a kő ajtófélfákkal keretezett négyszögletes bejárati nyílás és a bejárat alakját követő áthidaló uralja. A főhomlokzat jobb alsó sarkában egy külső - feltehetően római kori beépített kősírkő található.
- A Koranába igyekvő Slunjčica a vadregényes sziklák közt több vízesést alakít ki. A gyors folyású patak mentén évszázadok óta vízimalmok állnak, melyek között 300 évesek is vannak.
- A folyók vize kiválóan alkalmas evezésre, kajakozásra, horgászásra nyáron pedig még fürdőzésre is.
- A környéket gazdag vadállománya a vadászok paradicsomává is teszi.

## Híres emberek
- 1875. február 26-án itt született Milan Neralić vívómester, aki az 1900. évi nyári olimpiai játékokon, kardvívásban olimpiai bronzérmes lett.

## Külső hivatkozások
- Szluin város hivatalos honlapja
- Szluin turisztikai egyesületének honlapja
- Szluin várának története
- A szluini Szentháromság plébánia honlapja
- A megye turisztikai egyesületének honlapja